# Zéro phyto 100 % bio
Pour plus de détails, voir Fiche technique et Distribution.
Zéro phyto 100 % bio est un film documentaire français réalisé par Guillaume Bodin, sorti en 2018.

## Synopsis
Enquête sur plus de 35 municipalités qui ont choisi de ne plus utiliser de produits phyto-sanitaires pour l'entretien des espaces verts (pourtant prévu par la loi Labbé depuis le 1er janvier 2017,). Mais également exemples de cantines scolaires qui ont fait le choix de s'approvisionner en produits bio.

## Fiche technique
- Réalisation : Guillaume Bodin
- Montage :
- Musique : Emily Loizeau
- Production :
- Distribuation cinéma : Destiny Films
- Genre : documentaire
- Date de sortie cinéma : 31 janvier 2018
- Date de sortie en DVD : 2 avril 2019